# Roger Brard (ingénieur)
Ne doit pas être confondu avec Roger Brard.
Pour les articles homonymes, voir Brard.
Roger Émile Marie Brard, né le 17 juin 1907 à Pontivy et mort le 15 juillet 1977 à Neuilly-sur-Seine, est un ingénieur français, spécialiste d'hydrodynamique et en particulier des hélices. Membre de l'Académie des sciences et de l'Académie de marine, il a aussi présidé la Société mathématique de France.

## Biographie
Roger Brard est le fils d'Alfred Brard, député et sénateur du Morbihan et de Marguerite Léa Willemin, et le frère cadet de la pianiste Magdeleine Brard. Admis à l'École polytechnique en 1925, il opte à sa sortie pour l'École d'application du génie maritime. Sa carrière d'ingénieur s'effectue à Paris et à Brest. Il dirige en particulier à Paris le Bassin d'essais des carènes de la Marine de 1941 à 1969 et, de 1958 à 1962, l'École nationale supérieure du génie maritime.
En 1929, il soutient aussi une thèse de doctorat en mathématiques sur la géométrie des carènes. Il enseigne dans plusieurs établissements ; il est en particulier en 1942 professeur de mathématiques appliquées à l'École polytechnique et façonne un cours d'hydrodynamique navale à l'École nationale supérieure de mécanique de Nantes.
Élu à l'Académie des sciences dans la section de géographie et navigation en remplacement de Jean Tilho le 26 novembre 1956,, il devient vice-président de l'Académie en 1971, puis président l'année suivante.

## Travaux
Les principaux travaux de Roger Brard concernent la mécanique des fluides et la dynamique des navires.
Au début de sa carrière, il s'intéresse aux hélices marines, cherchant à déterminer les pressions et vitesses locales sur la surface de l’hélice pour éviter les risque de cavitation. Il trace en particulier les hélices du paquebot « Normandie », les tracés initiaux étant peu satisfaisants lors de essais, en particulier à cause du tracé de la carène et à une trop grande vitesse de rotation. Grâce à ces hélices, le Normandie conquiert une première fois le Ruban bleu de l’Atlantique, c’est-à-dire qu'il est plus rapide que les autres paquebots pour la traversée entre l’Europe et l’Amérique. Après l’avoir perdu ensuite face au paquebot britannique Queen Mary, le Normandie est équipé de nouvelles hélices, à quatre pales, pour résoudre des problèmes de vibration, mais perd en vitesse et c'est Roger Brard qui détermine la forme spéciale permettant au paquebot français de récupérer le ruban deux ans plus tard.
Brard a aussi consacré plusieurs mémoires au roulis et au tangage, à la navigation en canal du point de vue de la résistance et de la manoeuvrabilité. Il joue une rôle décisif dans l’établissement d’un bassin de giration de grandes dimensions au Bassin d’essais des carènes, le premier au monde.

## Distinctions
- Prix Plumey de 4000 francs de l'Académie des sciences en 1937[9].
- Membre associé étranger de la National Academy of Engineering en 1976 pour ses contributions à l'avancement de la conception des navires et les fondements théoriques de l'architecture navale[10].
- Commandeur de la Légion d'honneur (décret du 8 novembre 1958)[11]
- Commandeur de l'ordre des Palmes académiques.
- Commandeur de l'ordre du Mérite maritime.

## Hommages
Un prix à sa mémoire a été créé en 1981 par la Société amicale de Génie maritime (actuellement ENSTA Alumni).